# 瑞宝大綬章
瑞宝大綬章（ずいほうだいじゅしょう、英: Grand Cordon of the Order of the Sacred Treasure）は、日本の勲章の一つ。瑞宝章の最高位で、2003年（平成15年）の栄典改革以前の勲一等瑞宝章に相当する。

## 概要
瑞宝大綬章は、瑞宝章の最高位の勲章である。瑞宝章は1888年（明治21年）1月4日に制定され、2003年（平成15年）に改正された。勲章のデザインは、古代の宝であった宝鏡を中心に大小16個の連珠を配して、四条ないし八条の光線を付する。鈕（ちゅう、正章と綬をつなぐ部分）には桐の花葉を用いている。綬（リボン）は、織地藍色、双線橙黄色。
瑞宝大綬章の受章者には、検事総長、公正取引委員会委員長、会計検査院長、人事院総裁、内閣法制局長官、特命全権大使、主要大学の総長などを経験した者が多い。また、2014年以降は自衛官の地位向上の一環として70歳以上に達した統合幕僚長経験者に対しても授与されるようになった。栄典改革前の勲一等瑞宝章は大企業の経営者に授与されることも多く、トップに勲一等瑞宝章が授与される企業は俗に「瑞一企業」とも呼ばれた。栄典改革後には、瑞宝大綬章は公務員であった者に授与されることが多く、大企業の経営者には旭日大綬章など旭日章を授与する例が多い。これは、栄典改革の際に「勲章の授与基準」（2003年（平成15年）5月20日閣議決定）を改正したことによる。
瑞宝章は、「国及び地方公共団体の公務又は…公共的な業務に長年にわたり従事して功労を積み重ね、成績を挙げた者を表彰する場合に授与する」と定められ、その授与基準は、「その者の果たした職務の複雑度、困難度、責任の程度等」について評価を行い、特に重要と認められる職務を果たし成績を挙げた者に対しては瑞宝重光章以上を授与すると定められている。この授与基準によれば、「事務次官の職を務めた者」には瑞宝重光章を授与すると定めているが、「その者の功労全体を総合的に評価して、より上位の勲章の授与を検討することができる」としたため、事務次官経験者に瑞宝大綬章を授与することもある。

## 受章者一覧
※印は死亡叙勲
| 受章年             | 月日    | 氏名（カッコ内は主な役職） |
| ------------------ | ------- | --- |
| 2003年（平成15年） | 11月3日 | 緒方信一郎（国立国会図書館長）、小田滋（国際司法裁判所副所長）、後藤康夫（農林水産事務次官）、西垣昭（大蔵事務次官）、矢崎新二（会計検査院長）、和田光史（九州大学総長）                             |
| 2004年（平成16年） | 3月16日 | 小粥正巳（大蔵事務次官）※ |
| 2004年（平成16年） | 4月29日 | 金森順次郎（大阪大学総長）、川崎義徳（公害等調整委員会委員長）、工藤敦夫（内閣法制局長官）、吉永祐介（検事総長）                                                                                     |
| 2004年（平成16年） | 11月3日 | 土肥孝治（検事総長）、西島安則（京都大学総長） |
| 2005年（平成17年） | 4月29日 | 井村裕夫（京都大学総長）、松下康雄（日本銀行総裁） |
| 2005年（平成17年） | 11月3日 | 戸張正雄（国立国会図書館長） |
| 2006年（平成18年） | 9月22日 | 小山宙丸（早稲田大学総長）※ |
| 2006年（平成18年） | 11月3日 | 加藤延夫（名古屋大学総長）、清水湛（内閣府情報公開審査会長）、瀬在幸安（日本大学総長）、花尻尚（国家公務員倫理審査会会長）、平澤貞昭（株式会社横浜銀行頭取、大蔵事務次官）、村田良平（外務事務次官） |
| 2007年（平成19年） | 4月29日 | 苅田吉夫（式部官長）、北島敬介（検事総長）、栗山尚一（外務事務次官） |
| 2007年（平成19年） | 11月3日 | 大森政輔（内閣法制局長官）、国広道彦（特命全権大使）、熊谷信昭（大阪大学総長）、中島忠能（人事院総裁）、西原春夫（早稲田大学総長）、牧野徹（建設事務次官）                                           |
| 2008年（平成20年） | 4月29日 | 湯浅利夫（宮内庁長官）、吉川弘之（東京大学総長） |
| 2008年（平成20年） | 11月3日 | 有馬龍夫（特命全権大使）、杉岡洋一（九州大学長）、渡辺允（侍従長） |
| 2009年（平成21年） | 4月29日 | 丹保憲仁（北海道大学総長）、渡辺幸治（特命全権大使） |
| 2009年（平成21年） | 11月3日 | 齋藤邦彦（外務事務次官） |
| 2010年（平成22年） | 4月29日 | 杉浦力（会計検査院長）、谷福丸（衆院事務総長） |
| 2010年（平成22年） | 11月3日 | 清成忠男（法政大学総長） |
| 2011年（平成23年） | 4月29日 | 金子晃（会計検査院長） |
| 2011年（平成23年） | 11月3日 | 森下伸昭（会計検査院長） |
| 2012年（平成24年） | 4月29日 | 阿部博之（東北大学総長）、松尾稔（名古屋大学総長） |
| 2012年（平成24年） | 11月3日 | 石弘光（放送大学・一橋大学元学長）、佐藤壮郎（人事院総裁）、高久史麿（自治医科大学学長）、松浦晃一郎（国際連合教育科学文化機関事務局長）                                                             |
| 2013年（平成25年） | 4月29日 | 内海善雄（国際電気通信連合(ITU)事務総局長）、大塚宗春（会計検査院長）、竹島一彦（公正取引委員会委員長）、丹波実（駐ロシア大使）                                                                      |
| 2013年（平成25年） | 11月3日 | 阪田雅裕（内閣法制局長官）、日野正晴（金融庁長官） |
| 2014年（平成26年） | 4月29日 | 河村武和（式部官長）、竹河内捷次（統合幕僚会議議長）、伏屋和彦（会計検査院長）、矢崎義雄（国立国際医療センター総長）                                                                                 |
| 2014年（平成26年） | 6月23日 | 小松一郎（内閣法制局長官）※ |
| 2014年（平成26年） | 11月3日 | 林貞行（駐英大使） |
| 2015年（平成27年） | 4月     | 受章者なし |
| 2015年（平成27年） | 11月3日 | 石川亨（統合幕僚会議議長） |
| 2016年（平成28年） | 4月29日 | 川島裕（侍従長）、西村正紀（会計検査院長）、先崎一（統合幕僚長） |
| 2016年（平成28年） | 11月    | 受章者なし |
| 2017年（平成29年） | 4月29日 | 江利川毅（人事院総裁）、梶山千里（九州大学総長）、加藤良三（駐米大使） |
| 2017年（平成29年） | 11月3日 | 柳井俊二（駐米大使） |
| 2018年（平成30年） | 4月29日 | 笠間治雄（検事総長）、梶田信一郎（内閣法制局長官）、齋藤隆（統合幕僚長）、佐々木毅（東京大学総長）、重松博之（会計検査院長）、平野眞一（名古屋大学総長）、吉本高志（東北大学総長）                   |
| 2019年（令和元年） | 5月21日 | 白井克彦（早稲田大学総長） |
| 2019年（令和元年） | 7月1日  | 鳥居泰彦（慶応義塾塾長）※ |
| 2019年（令和元年） | 7月18日 | 天野之弥（国際原子力機関事務局長）※ |
| 2019年（令和元年） | 11月3日 | 小津博司（検事総長） |
| 2020年（令和2年）  | 4月29日 | 折木良一（統合幕僚長） |
| 2020年（令和2年）  | 11月3日 | 小宮山宏（東京大学総長） |
| 2021年（令和3年）  | 4月29日 | 嶋津昭（総務事務次官）、杉本和行（公正取引委員会委員長）、宮﨑礼壹（内閣法制局長官） |
| 2021年（令和3年）  | 11月3日 | 松本紘（理化学研究所理事長） |
| 2022年（令和4年）  | 4月29日 | 一宮なほみ（人事院総裁）、大野恒太郎（検事総長）、小田野展丈（侍従長）、横畠裕介（内閣法制局長官）                                                                                                   |
| 2022年（令和4年）  | 11月3日 | 平野俊夫（大阪大学総長）、藤崎一郎（特命全権大使）、山本信一郎（宮内庁長官） |
| 2023年（令和5年）  | 4月29日 | 岩崎茂（統合幕僚長）、奥島孝康（早稲田大学総長） |
| 2023年（令和5年）  | 11月3日 | 秋元義孝（宮内庁式部官長）、河戸光彦（会計検査院長） |
| 2024年（令和6年）  | 4月2日  | 五百籏頭眞（防衛大学校長）※ |
| 2024年（令和6年）  | 4月29日 | 井上明久（東北大学総長）、黒田東彦（日本銀行総裁）、西川克行（検事総長、法務事務次官） |
| 2024年（令和6年）  | 7月12日 | 宮原秀夫（大阪大学総長）※ |